# Јован Актуарије
Јован Загарија Актуарије (грч. Ἰωάννης Ζαχαρίου Ἀκτουάριος; око 1275 – ц. 1328), син Захарије ( грч. Ζαχαρίας), био је византијски лекар активан у Цариграду. Он је имао титулу актуарија, достојанства које се на двору често додељивало лекарима.

## Биографија
Веома мало се зна о догађајима из Актуаријевог живота. О његовим датумима се расправља, јер неки сматрају да је живео у једанаестом веку, а други га стављају тек на почетак четрнаестог. Вероватно је живео крајем тринаестог века, јер је једно од његових дела посвећено његовом учитељу Јосифу Рацендитису, који је живео у време владавине Андроника II Палеолога (1282–1328). Претпоставља се да је један од његових колега са студија био Апокаух, кога описује (иако га није именовао).
Актуарије је написао неколико књига о медицинским темама, посебно, опсежну расправу о урину и уроскопији. Око 1299. размишљао је да се пресели у Солун, али је одлучио да остане у Цариграду; касније је постављен за главног лекара код цара.
Нека Актуаријева дела су преведена на латински, а објављена у 16. веку.

## Дела
- Περὶ ἐνεργειῶν καὶ παθῶν τοῦ ψυχικοὺ πνεύματος καὶ τῆς κατ' αὐτὸ διαίτης (лат. De Actionibus et Affectibus Spiritus Animalis, ejusque Nutritione). Ово је психолошко и физиолошко дело у две књиге, у коме се чини да се сва његова размишљања заснивају на принципима које су успоставили Аристотел, Гален и други.[6]
- Θεραπευτικὴ μέθοδος (лат. De Methodo Medendi). Шест књига које су се до сада издате постоје само у латинском преводу, иако је Диц пре смрти прикупио материјал за грчко издање овог и других својих дела.[7][8]
- Περὶ οὔρων (лат. De Urinis). Трактат о урину у седам књига. Актуарије је ову тему обрадио целовито и са јасним стилом; писао је по поступлатима које је Теофил Протоспатар претходно обрадио, али је додао много својих оригиналних доприноса. То је најкомплетнији и најсистематичнији рад на ову тему из периода антике, толико да је, до напретка науке у 19. столећу, није написано скоро ништа ново а претходни научници су дословно преписавали тезе из овог рада.  Дело је први пут објављено у латинском преводу Амброзија Леа (1519), и више пута је прештампано; грчки оригинал је први пут објављен у другом тому горе цитираног Иделеровог дела. Дела су касније објављена у Паризу и Лиону.[4][9]